# Nowy Żmigród (gmina)
Nowy Żmigród (jusqu'en 1946 : Żmigród ; en yiddish : זשמיגראד, Zhmigrid, en allemand : Schmiedeburg) est une commune rurale de la voïvodie des Basses-Carpates et du powiat de Jasło. Elle s'étend sur 104,5 km2 et compte 9 234 habitants en 2010.
Władysław Findysz (1907-1964), fut prêtre de la paroisse de Nowy Żmigród. Béatifié en 2005.